# Thurstonův ostrov
Thurstonův ostrov je ostrov v Jižním oceánu u pobřeží Ellsworthovy země v Západní Antarktidě. Leží v západní části Bellingshausenova moře a na západ od něj leží Amundsenovo moře.
Má rozlohu 15 700 čtverečních kilometrů a je tak třetím největším ostrovem Antarktidy po Ostrově Alexandra I. a Berknerově ostrově. Na délku od východu na západ měří 215 kilometrů a na šířku od severu na jih 90 kilometrů a je celý pokryt ledem.
Thurstonův ostrov objevil 27. února 1940 při svém letu Richard Evelyn Byrd a pojmenoval po W. Harrisu Thurstonovi, newyorském podnikateli a mecenáši polárních výprav. Až do roku 1960 byl ovšem považován za poloostrov.